# سیارک ۳۱۰۶
سیارک ۳۱۰۶ (به انگلیسی: 3106 Morabito، نامگذاری:1981EE) سه هزار و صد و ششمین سیارک کشف شده‌است که در ۹ مارس ۱۹۸۱ کشف شد.
قدر مطلق سیارک برابر ۱۰٫۸۰ است.